# Birger Sörvik
Pour les articles homonymes, voir Sörvik.
Knut Birger Sörvik, né le 4 décembre 1879 à Göteborg et mort le 23 mai 1978 dans la même ville, est un gymnaste artistique suédois.
Il est médaillé d'or du concours général par équipes aux Jeux olympiques d'été de 1908 à Londres, avec notamment son frère Haakon Sörvik.